# Blue Lias
O Blue Lias é uma formação geológica no sul, leste e oeste da Inglaterra e partes de Gales do Sul. O Blue Lias contém uma série de depósitos de calcário e xisto, definidas no fim do Triássico e no começo do Jurássico, entre 195 e 200 milhões de anos atrás. O Blue Lias é conhecido por seus fósseis. Especialmente amonitas.
A sua idade corresponde aos estágios Reciano ao Sinemuriano inferior da escala de tempo geológica, incluindo totalmente o estágio Hettangiano. É a mais baixa das três divisões do período Jurássico Inferior e, como tal, também recebe o nome de Lias inferior. Estratigraficamente pode ser subdividido em três membros: o Calcário Wilmcote,Folhelho Saltford e Calcário Rugby.